# Johann Gottlieb Christaller

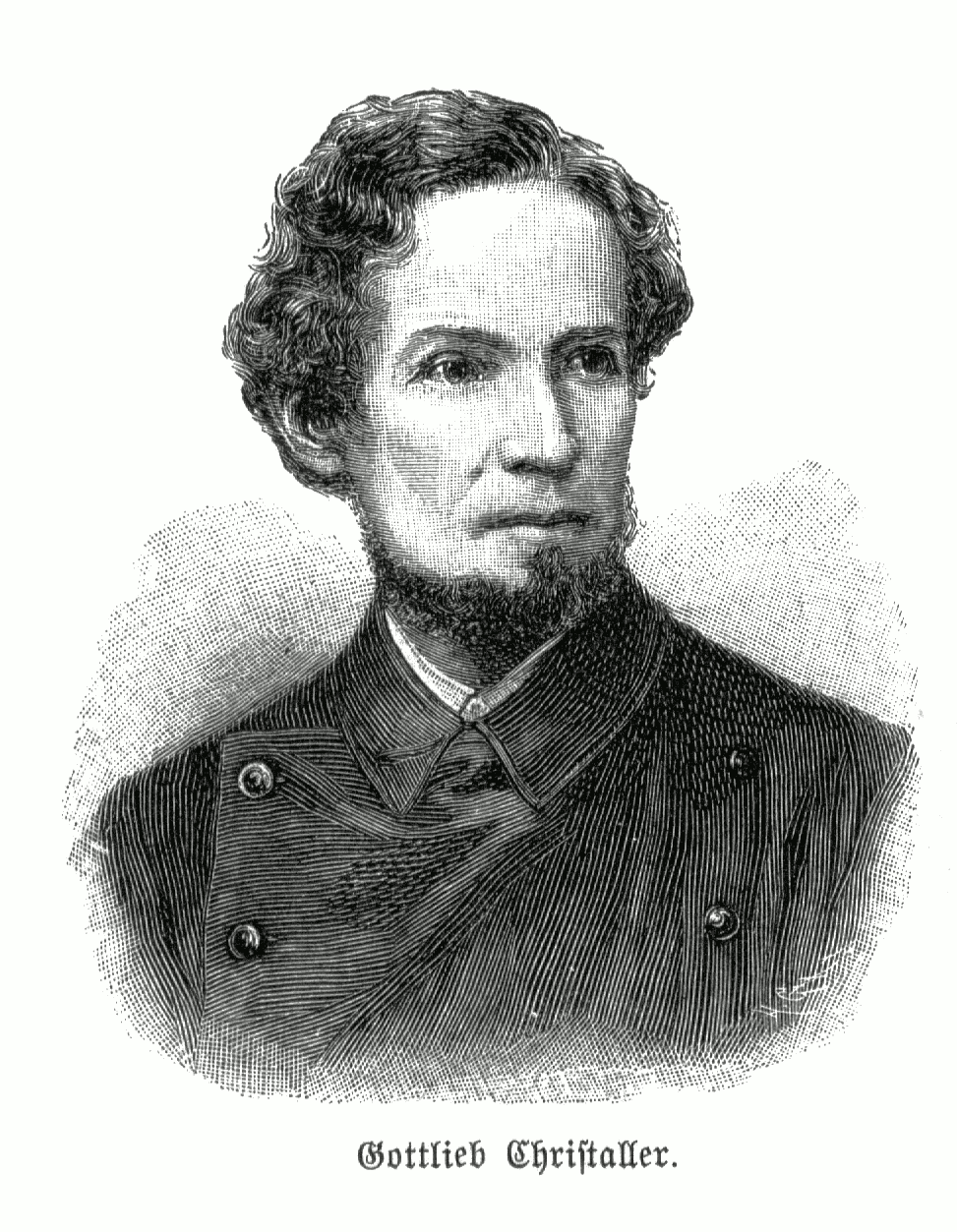
Johann Gottlieb Christaller

Johann Gottlieb Christaller (* 19. November 1827 in Winnenden; † 16. Dezember 1895 in Stuttgart) war ein deutscher evangelischer Missionar und Sprachforscher.
Christaller wurde ab 1848 am Missionshaus der Basler Mission ausgebildet und war von 1853 bis 1858 und von 1862 bis 1868 als Missionar an der Goldküste (dem heutigen Ghana) tätig. Er widmete sich u. a. der Erforschung der Twi-Sprache, in die er die Bibel übersetzte, und anderer westafrikanischer Sprachen. Nach der Rückkehr nach Württemberg veröffentlichte er mehrere Wörterbücher und Grammatiken.
Er war der Vater von Erdmann Gottreich Christaller (und damit Großvater von Walter Christaller), von Paul Gottfried Christaller, von Theodor Christaller (1863–1896), dem ersten „Reichsschullehrer“ in Kamerun, und von Hanna Christaller (1872–1955), die u. a. Kolonialnovellen (Togo) verfasste.